# Jan Tratnik
Pour les articles homonymes, voir Tratnik (homonymie).
Jan Tratnik, né le 23 février 1990 à Ljubljana, est un coureur cycliste slovène. 
Son palmarès comprend notamment plusieurs titres de champion de Slovénie, une étape du Tour d'Italie 2020 et le Circuit Het Nieuwsblad en 2024.

## Biographie
Jan Tratnik naît le 23 février 1990 à Ljubljana en Slovénie. Il commence le cyclisme à l'âge de 17 ans sur les conseils de Borut Božič qui le remarque lors d'une compétition de VTT organisée par son école. 
Lors de sa deuxième année juniors, en 2008, il remporte la Coppa Montes, la Coppa Linari et le Championnat de Slovénie de contre-la-montre. Il termine également deuxième de la course en ligne de cette catégorie. 

### Sept équipes en dix saisons (2009-2018)
Ces bons résultats lui permettent d'intégrer la saison suivante l'équipe continentale slovène Radenska KD Financial. Au cours de cette année, il gagne le Po Ulicah Kranja, il termine cinquième d'une des manches du Poreč Trophy. Il prend également la dixième place du Grand Prix du Portugal et la troisième place du championnat de Slovénie du contre-la-montre espoirs. Il participe au Tour de l'Avenir, où il obtient la 18e place du classement général. En fin de saison, il participe aux championnats du monde sur route à Mendrisio en Suisse, où il se classe 52e du contre-la-montre des moins de 23 ans et 60e de la course en ligne de cette catégorie.  
Il remporte en 2010 le Grand Prix de la Libération et termine deuxième du Tour des Régions Italiennes l'une des manches de la Coupe des nations des moins de 23 ans. Il participe à nouveau aux championnats du monde sur route, où il abandonne lors de la course en ligne des moins de 23 ans.
Il est recruté par l'équipe ProTour belge Quick Step pour la saison 2011. Il n'est pas conservé au sein de celle-ci à l'issue de la saison et il réintègre l'équipe continentale slovène Radenska. 
En 2012, il termine quatrième du Tour des Flandres Espoirs et remporte le championnat d'Europe des moins de 23 ans à Goes aux Pays-Bas. Il est également deuxième du championnat de Slovénie du contre-la-montre espoirs.
La saison suivante, il évolue au sein de l'équipe continentale autrichienne Tirol. 
En 2014, il intègre l'équipe continentale autrichienne Amplatz-BMC et remporte le Grand Prix Kranj. Il termine par ailleurs troisième du Central-European Tour Isaszeg-Budapest et quatrième du classement général du Tour de Haute-Autriche. 
En 2015, il s'adjuge le Grand Prix Südkärnten, la deuxième étape et le classement général du Tour de Bohême de l'Est ainsi que la cinquième étape et le maillot vert du classement par points du Tour de Hongrie. Il termine également troisième de la quatrième étape du Tour d'Autriche et s'adjuge également le classement par points. Cette même année, il remporte le championnat de Slovénie du contre-la-montre et se classe quatrième de la course en ligne.
Il termine en 2016, deuxième du Porec Trophy et s'adjuge le classement par points du Istrian Spring Trophy. Il est absent des compétitions pendant un mois à la suite d'une fracture du coude consécutive à une chute. Il remporte la cinquième étape du Tour de Slovaquie. Il s'adjuge également le classement de la montagne du Tour de Slovénie. En juin, il devient champion de Slovénie sur route. Il remporte pour la deuxième fois le Tour de Bohème de l'Est. Fin 2016, il s'engage pour deux saisons avec l'équipe continentale professionnelle polonaise CCC Sprandi Polkowice. Dès sa première saison, il remporte le prologue et le général du Tour de Slovaquie et découvre le Tour d'Italie. En 2018, il s'impose lors de Volta Limburg Classic. Il est à nouveau Champion de Slovénie sur route et gagne une étape de la Semaine internationale Coppi et Bartali et du CCC Tour-Grody Piastowskie.

### Bahrain (2019-2022)
Ses bonnes performances lui permettent de retourner en 2019 dans le World Tour au sein de l'équipe Bahrain-McLaren. En avril, il obtient son premier succès World Tour en s'imposant lors du prologue du Tour de Romandie devant son compatriote Primož Roglič. Il perd le maillot de leader dès le lendemain. En juillet, il participe à son premier Tour de France et termine notamment troisième d'une étape après une échappée. Lors de la saison 2020, il passe tout proche d'un succès d'étape sur Paris-Nice (rejoint dans les 200 derniers mètres), puis se classe sixième du championnat d'Europe du contre-la-montre à Plouay dans le Morbihan. En octobre, il participe à son deuxième Tour d'Italie et remporte la 16e étape devant Ben O'Connor.
Tratnik chute au cours de la première étape du Tour d'Italie 2022. Atteint d'une fracture au scaphoïde droit, il abandonne durant la troisième étape.

### Visma (depuis 2023)
En août 2022, Jumbo-Visma annonce son recrutement pour les saisons 2023 et 2024.
Initialement sélectionné pour le Tour d'Italie en tant qu'équipier de Primož Roglič, Jan Tratnik chute lors d'un entraînement à la veille du départ et est contraint de déclarer forfait. Il est remplacé par Thomas Gloag.
Le 24 février 2024, il remporte le Circuit Het Nieuwsblad, sa première classique de l'UCI World Tour, bénéficiant d'une forte présence de l'équipe Visma Lease a Bike à l'avant de la course et réglant facilement Nils Politt dans un sprint à deux.

## Palmarès
| - 2008 - Coppa Montes - Coppa Linari - Championnat de Slovénie du contre-la-montre juniors - 2e du Championnat de Slovénie sur route juniors - 2e du GP Žužemberg - 2009 - Po Ulicah Kranja - 3e du championnat de Slovénie du contre-la-montre espoirs - 2010 - Grand Prix de la Libération - 2e du Tour des Régions Italiennes - 3e du championnat de Slovénie sur route espoirs - 2012 - Champion d'Europe sur route espoirs - 2e du championnat de Slovénie du contre-la-montre espoirs - 2014 - Grand Prix Kranj - Brno-Velká Bíteš-Brno - 3e étape du Tour de Vysočina - 2e du Grand Prix Vorarlberg - 2e du Rad-Bundesliga - 3e du Central-European Tour Isaszeg-Budapest - 2015 - Champion de Slovénie du contre-la-montre - Kirschblütenrennen - 5e étape du Tour de Hongrie - Grand Prix Südkärnten - Tour de Bohême de l'Est : - Classement général - 2e étape - 3e de l'Eröffnungsrennen Leonding - 2016 - Champion de Slovénie sur route - 5e étape du Tour de Slovaquie - Tour de Bohême de l'Est : - Classement général - 2e étape - 2e du Poreč Trophy - 3e du Rad am Ring | - 2017 - 1reb étape de la Semaine internationale Coppi et Bartali (contre-la-montre par équipes) - Tour de Slovaquie : - Classement général - Prologue - 3e du Czech Cycling Tour - 10e du championnat du monde du contre-la-montre - 2018 - Champion de Slovénie du contre-la-montre - 4e étape de la Semaine internationale Coppi et Bartali - Volta Limburg Classic - 1re étape du CCC Tour-Grody Piastowskie - 2e du Tour de Luxembourg - 2e du Tour de Slovaquie - 3e du CCC Tour-Grody Piastowskie - 9e de Eschborn-Francfort - 2019 - Prologue du Tour de Romandie - 3e du championnat de Slovénie du contre-la-montre espoirs - 2020 - 16e étape du Tour d'Italie - 6e du championnat d'Europe du contre-la-montre - 2021 - Champion de Slovénie du contre-la-montre - 2022 - Champion de Slovénie du contre-la-montre - 9e de Milan-San Remo - 9e d'À travers les Flandres - 2023 - 3e étape de Paris-Nice (contre-la-montre par équipes) - 2e étape du Tour de Burgos (contre-la-montre par équipes) - 2024 - Circuit Het Nieuwsblad - 2e du Tour de Murcie - 3e de la Clásica Jaén - 3e du Tour de l'Algarve - 8e de la course en ligne des Jeux olympiques |

## Résultats sur les grands tours

### Tour de France
3 participations
- 2019 : 93e
- 2022 : 72e
- 2024 : 64e

### Tour d'Italie
6 participations
- 2017 : 106e
- 2020 : 62e, vainqueur de la 16e étape
- 2021 : 70e
- 2022 : abandon (3e étape)
- 2024 : 34e
- 2025 : 83e

### Tour d'Espagne
1 participation
- 2023 : 38e

## Classements mondiaux
| Année                                 | 2009 | 2010 | 2011 | 2012 | 2013  | 2014 | 2015 | 2016 | 2017 | 2018 | 2019 | 2020 | 2021 | 2022 | 2023 | 2024 |
| ------------------------------------- | ---- | ---- | ---- | ---- | ----- | ---- | ---- | ---- | ---- | ---- | ---- | ---- | ---- | ---- | ---- | ---- |
| Classement mondial                    |      |      |      |      |       |      |      | 293e | 186e | 94e  | 446e | 259e | 331e | 145e | 560e | 95e  |
| UCI Europe Tour                       | 705e | 153e |      | 134e | 1152e | 172e | 104e | 128e | 95e  | 19e  | 350e | 213e | 279e | 122e | nc   | 75e  |
|                                       |      |      |      |      |       |      |      |      |      |      |      |      |      |      |      |      |
| Légende : nc = non classéSource : UCI |      |      |      |      |       |      |      |      |      |      |      |      |      |      |      |      |